# ベルギー・ファースト・ディビジョンB
チャレンジャー・プロ・リーグ（Challenger Pro League, 1B Pro League）は、ベルギーにおけるプロサッカーの2部リーグである。

## 歴史
2016年にベルギー・セカンドディヴィジョンの所属チームが8チームに削減されることに伴い、その後継としてベルギーサッカー協会によって新設された。2016–17から2019–20までの4シーズンのメインスポンサーはプロキシマスであり、プロキシマス・リーグと呼称された。
2022-23シーズンより、U-23リーグの上位4チームを加えて12チームに再編してリーグ形式を変更。あわせてチャレンジャー・プロ・リーグに改称された。

## 大会形式
- シーズンは前・後期に分けて争われ、全8クラブによる4回戦総当たりで行われる（前後期ともに2回戦総当たり）。シーズン終了後に前後期で優勝した2クラブによるホーム・アンド・アウェー昇格プレーオフが行われ、勝者がベルギー・ファースト・ディヴィジョンAへ昇格する。
- 2020-21シーズンは前年までの2ステージ制ではなく、全8クラブが4回戦総当たりのホーム・アンド・アウェー方式となる。シーズン終了時に、1位のクラブがディヴィジョンAに自動昇格、2位のクラブはディヴィジョンAの15位のクラブとホーム・アンド・アウェーの入替戦を行う。
- 2022-23シーズンは、22試合のシーズン終了後に全12クラブを上位6クラブ・下位6クラブに分けて10試合の昇格・降格プレーオフが行われ、昇格プレーオフ1位のクラブがジュピラー・プロ・リーグへ昇格、降格プレーオフ6位のクラブがナショナル・ディビジョン1（英語版）へ降格する[4]。

## 所属クラブ
2022-23シーズン
| クラブ                     | ホームタウン                   | ホームスタジアム                                   | 収容人数 | 前年度成績                                            |
| -------------------------- | ------------------------------ | -------------------------------------------------- | -------- | ----------------------------------------------------- |
| クリュプNXT                | ブリュッヘ                     | ダクナムスタディオン                               | 12,136   | リザーヴ・プロ・リーグ グループ1 2位                  |
| KMSKデインズ               | デインズ                       | ビュルヘメーステル・ファン・デ・ヴィレスタディオン | 7,515    | ベルギー・ファースト・アマチュア・ディヴィジョン 1位  |
| リールセ・ケンペンゾーネン | リール                         | ヘルマン・ファンデルポールテンスタディオン         | 14,538   | ベルギー・ファースト・アマチュア・ディヴィジョン 13位 |
| ロンメルSK                 | ロンメル                       | スヴェラインスタディオン                           | 8,000    | 通年6位（前期8位、後期6位）                           |
| RWDモレンベーク            | シント＝ヤンス＝モーレンベーク | スタッド・エドモント・マヒテンス                   | 12,266   | ベルギー・ファースト・アマチュア・ディヴィジョン 6位  |
| RFCセラン                  | セラン                         | スタッド・デュ・ペレイ                             | 14,234   | 通年4位（前期4位、後期3位）                           |
| KVCウェステルロー          | ウェステルロー                 | ヘット・カイピー                                   | 8,035    | 通年1位（前期3位、後期2位）                           |

## 歴代得点王
| シーズン | 選手                     | 所属       | 得点 |
| -------- | ------------------------ | ---------- | ---- |
| 2016-17  | ディラン・デ・ベルデル   | リールセ   | 21   |
| 2017-18  | ヤニック・アゲモン       | ルーヴェン | 10   |
| 2017-18  | エステバン・カサゴルダ   | ルーヴェン | 10   |
| 2017-18  | フローラン・ステヴァンス | テュビズ   | 10   |
| 2018-19  | レオナルド・ローシャ     | ロンメル   | 16   |
| 2019-20  | トーマス・アンリ         | ルーヴェン | 15   |